# Doodskopvissen
Doodskopvissen of ploegneusdraakvissen (Callorhinchidae) zijn een familie van zeevissen. 

## Kenmerken
Ze lijken in uiterlijk en gedrag op andere draakvissen, maar onderscheiden zich daarvan door de aanwezigheid van een lange, beweeglijke snuit, die in de verte lijkt op een ploegschaar. Deze snuit wordt gebruikt als een tastorgaan waarmee hij de bodem afzoekt naar zijn prooien: macrofauna en kleine visjes. De familie omvat drie soorten, allen uit hetzelfde geslacht.

## Geslacht
- Callorhinchus Lacépède, 1798